# Michael Dapaah
Michael Dapaah (Croydon, 10 agosto 1991) è un rapper, attore e comico britannico, noto soprattutto per il personaggio Big Shaq, un rapper immaginario che ha creato e interpretato (anche noto come Roadman Shaq) e con il quale viene spesso identificato .
Ha raggiunto notorietà internazionale nel 2017 con il singolo Man's Not Hot, disco di platino in Gran Bretagna, Australia e Svezia e disco d'oro in Italia, Germania, Francia, Belgio, Nuova Zelanda e Polonia.

## Biografia
Michael Dapaah, conosciuto anche come Big Shaq, è nato nel 1991 a Croydon, a sud di Londra, da immigrati ghanesi di prima generazione. Durante l'infanzia, i suoi genitori volevano che studiasse per diventare medico, ma lui non si è mai interessato alla materia, essendo invece più portato alla recitazione e alla commedia. Da bambino ha anche trascorso un periodo in Sudafrica. Per un periodo è stato in prigione. Ha studiato cinema, recitazione e teatro alla Brunel University e ha seguito un corso del National Youth Theatre.
Dapaah ha iniziato la sua carriera raccogliendo un seguito popolare tra la comunità afro-britannica per le sue brevi parti comiche in spettacoli come Meet the Adebanjos, che tratta di una famiglia nigeriana a Londra.
Nel maggio 2017, insieme all'amico e collega Marv Brown, laureato alla Brunel, ha lanciato su YouTube una serie di mockumentary intitolata SWIL (Somewhere in London) che ha raccolto oltre 1 milione di visualizzazioni nella sua prima serie. In questa serie ha creato i personaggi MC Quakez e Big Shaq.
Nel 2020 Michael Dapaah è passato a uno show di fitness chiamato "Belly Must Go".

### Man's Not Hot
Dapaah ha visto crescere rapidamente l'attenzione del pubblico quando è apparso nel programma di Charlie Sloth "BBC Radio 1Xtra show" Fire in the Booth. Il suo rap comico Man's Not Hot (la cui traccia di sottofondo è stata campionata dal brano Let's Lurk del 2016 di 67 e Giggs) si è trasformato in un meme virale su Internet, e una versione in studio del brano è stata pubblicata il 22 settembre 2017. Il video musicale della canzone, pubblicato dallo stesso Dapaah il 26 ottobre dello stesso anno, presenta camei di Waka Flocka Flame, Lil Yachty, del gruppo rap olandese Broederliefde e di DJ Khaled, che definisce il personaggio di Dapaah una "leggenda".
Nel settembre 2018 è stato premiato come personalità dell'anno ai "GRM Daily Rated Awards".